# Nice-5 (tổng)
Tổng Nice-5 là một tổng của Pháp. Tổng này nằm ở tỉnh Alpes-Maritimes trong vùng Provence-Alpes-Côte d’Azur.

## Các đơn vị hành chính
Tổng Nice-5 gồm một phần của Nice. Các khu phố của Nice nằm trong tổng này:
- Joseph-Garnier
- Saint-Barthélémy
- Gorbella
- Fontaine du Temple

## Lịch sử
| Ngày bầu cử | Tên                           | Đảng | Tư cách               |
| ----------- | ----------------------------- | ---- | --------------------- |
|             |                               |      |                       |
| 1985        | M. Jacques Médecin            | RPR  | Thị trưởng của Nice   |
| 1990        | Mme Geneviève Assemat-Médecin | RPR  |                       |
| 1992        | Mme Geneviève Assemat-Médecin | RPR  |                       |
| 1998        | M. Patrick Mottard            | PS   | Ủy viên hội đồng Nice |
| 2004        | M. Patrick Mottard            | PS   | Ủy viên hội đồng Nice |

## Biến động dân số
| 1882                                         | 1926 | 1962 | 1968 | 1975 | 1982 | 1990 | 1999   |
|                                              |      |      |      |      |      |      | 28 805 |
| -------------------------------------------- | ---- | ---- | ---- | ---- | ---- | ---- | ------ |
| Số liệu từ năm 1990: Dân số không tính trùng |      |      |      |      |      |      |        |